# Sonic Unleashed
Sonic Unleashed (in Japan bekend als Sonic World Adventure) is een computerspel uit de Sonic the Hedgehog-franchise. Het spel is in 2008 uitgekomen voor de PlayStation 2, PlayStation 3, Wii en Xbox 360.

## Verhaal
Dr. Eggman is de primaire antagonist in het spel. Ditmaal roept hij een slapend beest op vanuit de kern van de aarde. Dit beest veroorzaakt zulke grote aardschokken dat de planeet uiteen valt. Het is aan Sonic en zijn beste vriend Tails om de zeven gebroken stukken weer te herenigen met behulp van de Chaosdiamanten.
In het spel krijgt Sonic een nieuwe gedaante naast zijn normale vorm en super vorm: 's nachts verandert hij in een weerwolfachtig wezen, dat komt doordat hij tussen de negatieve energie van de Chaos Emeralds was.
Nadat Sonic uit het schip van Dr. Eggman viel, komt hij voordat hij de grond raakt in een groene bal terecht die hem redt van de dood. Zodra Sonic wakker wordt, klapt de bal kapot en valt hij alsnog op de grond.
Als Sonic opstaat ziet hij de Chaos Emeralds op de grond liggen, die ontdaan zijn van al hun kracht. Sonic ziet niet alleen de Chaos Emeralds maar ook een raar wezen op de grond liggen dat buiten westen is. Sonic maakt/schudt hem wakker, het wezen (later bekend als Chip) opent zijn ogen maar schrikt zich dood, en verstopt zich snel achter een steen omdat hij denkt dat Sonic hem wilt opeten. Al snel ontdekt Chip dat Sonic aardig is en vraagt Sonic wie die is. Sonic introduceert zichzelf en vraagt hem daarna wie hij is, als Chip zegt dat hij zich dat niet meer herinnert vraagt Sonic hoe dat komt, Chip zegt dat er iets uit de lucht viel en daarna alles wazig is. Sonic belooft Chip te helpen en later proberen ze samen de wereld weer terug in zijn eigen staat te brengen.

## Velden
Er zijn vier verschillende soorten velden: Day, Night, Town Missions en Tornado Defense.
- In het Day-veld moet de speler alle robots van Dr. Eggman vernietigen. Sonic rent sneller dan de snelheid van het geluid.
- In het Night-veld moet Sonic als weerwolf monsters van de nacht verslaan die het leger van Dark Gaia vormen. Naarmate de speler vordert, zal de weerwolf Sonic steeds meer vechttechnieken kunnen toepassen. In totaal zijn er circa 40 aanvallen.
- In Town Missions moet Sonic burgers van een stad of dorp helpen, zoals het vinden van een geneesmiddel voor de rug van een oude man, een klein meisje een cadeautje brengen of verschillende soorten thee zoeken. In de meeste gevallen moet je een uitdrijving doen bij mensen die bezeten zijn geraakt door een van de monsters van Dark Gaia door te vechten.
- In Tornado Defense zit je op een snel vliegtuigje van Tails, de beste vriend van Sonic. Hiermee moet je op Dr. Eggmans vliegende robots schieten om zo naar een ander continent te gaan.

### Landen
Alle Day en Night levels bevinden zich in verschillende landen. De negen fictieve landen in Sonic Unleashed zijn als volgt:
- Apotos (Windmill Ilse): dit is de eerste land waar je naartoe gaat. Apotos is gebaseerd op de Griekse cultuur, en heeft veel witte huizen. Als je naar dit land gaat, beland je in een klein, vredig dorpje met een mooi uitzicht op zee. Er bevindt zich hier de Tutorial over de basisbesturing.
- Spagonia (Rooftop Run): een land met een grote, studenten stad waar zich een universiteit bevindt. Tails heeft Professor Pickle ontmoet en samen met Sonic krijgt Tails hulp van de professor om de wereld te redden. De professor geeft je hints over de Gaia Manuscripts, vijanden, landen en ander dingen. Je kan hem ontmoeten in zijn kantoor in Spagonia waar je ook tv kan kijken, boeken kan lezen en muziek kan luisteren.
- Mazuri (Savannah Citadel): Mazuri is gebaseerd op Afrika, India en woestijnen. Het is een warm land met wilde dieren, maar nogal onbewoonbaar. De mensen die daar wonen leven in tenten en schijnen nog te leven in de tijd van de jagers en verzamelaars.
- Holoska (Cool Edge): dit land bestaat alleen maar uit ijs en sneeuw, en is gebaseerd op de noordpool en de zuidpool. 's Nachts hangt er een kerstsfeertje rond omdat de muziek die wordt afgespeeld op kerstmuziek lijkt.
- Chun-Nan (Dragon Road): Chun-Nan is een land dat gebaseerd is op China en Japan. De plek waarin je terechtkomt in het land is een klein, oud dorpje. Het dorpje beschikt over veel kennis over medicijnen en oude legendes, en ligt in de buurt van de Chinese Muur.
- Shamar (Arid Sands): dit land zit vol met mysteries en is gebaseerd op de Arabische Petra, Jordan. Net als Mazuri is dit land ook erg warm en ligt in de woestijn. Net als Spagonia heeft dit land ook een kantoor van professor Pickle, waar je ook muziek kan luisteren, boeken kan lezen en tv kijken.
- Empire City (Skyscraper Scamper): een luxe land dat gebaseerd is op New York en Hollywood. Veel mensen die popster of filmster willen worden, komen er om hun dromen waar te maken.
- Adabat (Jungle Joyride): een land met een Indonesische en Zuidwest-Aziatische cultuur. Het land bevat veel water, rotsen en bossen.
- Eggman Land (Crimson Carnival): een groot en donker high-tech pretpark, gecreëerd door Dr. Eggman.

## Ontvangst
| Beoordeeld door                | Platform      | Jaar | Score |
| ------------------------------ | ------------- | ---- | ----- |
| Fragland.net                   | Xbox 360      | 2008 | 80%   |
| Gamer.co.il                    | PlayStation 3 | 2009 | 68%   |
| Playstation Universe           | PlayStation 3 | 2008 | 65%   |
| Xbox360Achievements            | Xbox 360      | 2008 | 60%   |
| Games Radar                    | Xbox 360      | 2008 | 60%   |
| The Review Busters             | Xbox 360      | 2008 | 52%   |
| Game Revolution                | Xbox 360      | 2008 | 42%   |
| Green Pixels                   | Xbox 360      | 2008 | 40%   |
| GameSpot (Belgium/Netherlands) | Xbox 360      | 2008 | 36%   |
| GameSpot                       | PlayStation 3 | 2009 | 35%   |

## Trivia
- Dit is de laatste Sonic-platformer waarin Jason Griffith zijn stem aan het hoofdpersonage. Roger Craig-Smith volgde hem in 2010 op met het verschijnen van Sonic Colours.
- De Xbox 360- en PlayStation 3-versies van deze game draaiden op de nieuwe Hedgehog Engine, waarvan de ontwikkeltijd drie jaar was. De Wii- en PlayStation 2-versies draaiden op de PhysX-engine.
- Voordat Sonic Unleashed uitkwam werden de titelnummers geschreven en opgevoerd door de band Crush 40. Ditmaal nam Bowling For Soup dit voor zijn rekening. Dit titelnummer heet "Endless Possibilities".